# Lauren MacMullan
Lauren MacMullan (n. 1964) es una directora de animación estadounidense que solía trabajar para la serie animada Los Simpson. Su primer trabajo fue en The Critic seguido por la dirección del episodio King of the Hill. También ha dirigido varios episodios en Avatar: la leyenda de Aang.
MacMullan también fue directora de una secuencia en Los Simpson: la película. Fue miembro del grupo de trabajo de Pixar. MacMullan estaba siendo parte del equipo de producción de la película Newt de Pixar, que eventualmente fue cancelada. Actualmente ejerce trabajos en Walt Disney Animation Studios donde dirigió un corto basado en Mickey Mouse, proyectado antes de Frozen, Get a Horse!.

## Filmografía selectiva

### Directora de episodios de Los Simpson
- "Bye Bye Nerdie"
- "Half-Decent Proposal"
- "Little Girl in the Big Ten"
- "Moe Baby Blues"
- "I, D'oh-Bot"
- "The Wandering Juvie"
- "Sleeping with the Enemy"

### Directora de episodios de Avatar: La Leyenda de Ang
- "The Southern Air Temple"
- "The Spirit World (Winter Solstice, Part 1)"
- "The Storm"
- "The Deserter"
- "Siege of the North, Part 1"
- "The Cave of Two Lovers"
- "Avatar Day"
- "Zuko Alone"
- "The Desert"
- "City of Walls and Secrets"
- "Lake Laogai"

### Películas
- 2007. Los simpsons: La Película. Directora de sequencias
- 2011. Toy Story Toons: Vacaciones en Hawái (Corto). Agradecimientos especiales
- 2012. Wreck-It Ralph. Artista de historia, voces adicionales.
- 2013. Mickey Mouse. Get a Horse! (Corto). Directora y escritora.

## Premios y distinciones
Premios Óscar
| Año  | Categoría                  | Película     | Resultado |
| ---- | -------------------------- | ------------ | --------- |
| 2014 | Mejor cortometraje animado | Get a Horse! | Nominada  |